# Leioscyta fasciapennis
Leioscyta fasciapennis är en insektsart som beskrevs av Goding. Leioscyta fasciapennis ingår i släktet Leioscyta och familjen hornstritar. Inga underarter finns listade i Catalogue of Life.